# Jacksonville, Florida
Jacksonville là một thành phố tại tiểu bang Florida của Hoa Kỳ, là thành phố lớn thứ 13 về mặt dân số trong các thành phố của Hoa Kỳ. Thành phố này là thủ phủ của Quận Duval.6 Kể từ năm 1968, thành phố này cùng chung chính quyền với quận này theo hình thức thành phố-quận hợp nhất (consolidated city-county) khiến cho thành phố này lớn nhất trong các thành phố Hoa Kỳ ở châu Mỹ về diện tích. Năm 2005, dân số thành phố này là 782.623 với dân số vùng đô thị đại Jacksonville hơn 1,3 triệu người.
Jacksonville tọa lạc tại khu vực First Coast của đông bắc Florida. Thành phố nằm bên Sông St. Johns chảy từ phía bắc và đổ vào Đại Tây Dương cách trung tâm thành phố về phía đông.

## Khí hậu
| Dữ liệu khí hậu của Jacksonville, Florida (Sân bay quốc tế Jacksonville) 1981−2010, cực độ 1871−nay | Dữ liệu khí hậu của Jacksonville, Florida (Sân bay quốc tế Jacksonville) 1981−2010, cực độ 1871−nay | Dữ liệu khí hậu của Jacksonville, Florida (Sân bay quốc tế Jacksonville) 1981−2010, cực độ 1871−nay | Dữ liệu khí hậu của Jacksonville, Florida (Sân bay quốc tế Jacksonville) 1981−2010, cực độ 1871−nay | Dữ liệu khí hậu của Jacksonville, Florida (Sân bay quốc tế Jacksonville) 1981−2010, cực độ 1871−nay | Dữ liệu khí hậu của Jacksonville, Florida (Sân bay quốc tế Jacksonville) 1981−2010, cực độ 1871−nay | Dữ liệu khí hậu của Jacksonville, Florida (Sân bay quốc tế Jacksonville) 1981−2010, cực độ 1871−nay | Dữ liệu khí hậu của Jacksonville, Florida (Sân bay quốc tế Jacksonville) 1981−2010, cực độ 1871−nay | Dữ liệu khí hậu của Jacksonville, Florida (Sân bay quốc tế Jacksonville) 1981−2010, cực độ 1871−nay | Dữ liệu khí hậu của Jacksonville, Florida (Sân bay quốc tế Jacksonville) 1981−2010, cực độ 1871−nay | Dữ liệu khí hậu của Jacksonville, Florida (Sân bay quốc tế Jacksonville) 1981−2010, cực độ 1871−nay | Dữ liệu khí hậu của Jacksonville, Florida (Sân bay quốc tế Jacksonville) 1981−2010, cực độ 1871−nay | Dữ liệu khí hậu của Jacksonville, Florida (Sân bay quốc tế Jacksonville) 1981−2010, cực độ 1871−nay | Dữ liệu khí hậu của Jacksonville, Florida (Sân bay quốc tế Jacksonville) 1981−2010, cực độ 1871−nay |
| Tháng                                                                                               | 1                                                                                                   | 2                                                                                                   | 3                                                                                                   | 4                                                                                                   | 5                                                                                                   | 6                                                                                                   | 7                                                                                                   | 8                                                                                                   | 9                                                                                                   | 10                                                                                                  | 11                                                                                                  | 12                                                                                                  | Năm                                                                                                 |
| --------------------------------------------------------------------------------------------------- | --------------------------------------------------------------------------------------------------- | --------------------------------------------------------------------------------------------------- | --------------------------------------------------------------------------------------------------- | --------------------------------------------------------------------------------------------------- | --------------------------------------------------------------------------------------------------- | --------------------------------------------------------------------------------------------------- | --------------------------------------------------------------------------------------------------- | --------------------------------------------------------------------------------------------------- | --------------------------------------------------------------------------------------------------- | --------------------------------------------------------------------------------------------------- | --------------------------------------------------------------------------------------------------- | --------------------------------------------------------------------------------------------------- | --------------------------------------------------------------------------------------------------- |
| Cao kỉ lục °F (°C)                                                                                  | 85 (29)                                                                                             | 88 (31)                                                                                             | 91 (33)                                                                                             | 95 (35)                                                                                             | 100 (38)                                                                                            | 103 (39)                                                                                            | 104 (40)                                                                                            | 102 (39)                                                                                            | 99 (37)                                                                                             | 95 (35)                                                                                             | 88 (31)                                                                                             | 84 (29)                                                                                             | 104 (40)                                                                                            |
| Trung bình ngày tối đa °F (°C)                                                                      | 64.8 (18.2)                                                                                         | 68.2 (20.1)                                                                                         | 73.7 (23.2)                                                                                         | 79.2 (26.2)                                                                                         | 85.5 (29.7)                                                                                         | 89.9 (32.2)                                                                                         | 92.0 (33.3)                                                                                         | 90.9 (32.7)                                                                                         | 86.9 (30.5)                                                                                         | 80.4 (26.9)                                                                                         | 73.5 (23.1)                                                                                         | 66.6 (19.2)                                                                                         | 79.3 (26.3)                                                                                         |
| Tối thiểu trung bình ngày °F (°C)                                                                   | 41.4 (5.2)                                                                                          | 44.7 (7.1)                                                                                          | 49.7 (9.8)                                                                                          | 54.7 (12.6)                                                                                         | 62.7 (17.1)                                                                                         | 70.0 (21.1)                                                                                         | 72.6 (22.6)                                                                                         | 72.7 (22.6)                                                                                         | 69.5 (20.8)                                                                                         | 60.5 (15.8)                                                                                         | 50.9 (10.5)                                                                                         | 43.9 (6.6)                                                                                          | 57.8 (14.3)                                                                                         |
| Thấp kỉ lục °F (°C)                                                                                 | 7 (−14)                                                                                             | 10 (−12)                                                                                            | 23 (−5)                                                                                             | 31 (−1)                                                                                             | 45 (7)                                                                                              | 47 (8)                                                                                              | 61 (16)                                                                                             | 63 (17)                                                                                             | 48 (9)                                                                                              | 33 (1)                                                                                              | 21 (−6)                                                                                             | 11 (−12)                                                                                            | 7 (−14)                                                                                             |
| Lượng Giáng thủy trung bình inches (mm)                                                             | 3.30 (84)                                                                                           | 3.19 (81)                                                                                           | 3.95 (100)                                                                                          | 2.64 (67)                                                                                           | 2.48 (63)                                                                                           | 6.45 (164)                                                                                          | 6.55 (166)                                                                                          | 6.80 (173)                                                                                          | 8.19 (208)                                                                                          | 3.93 (100)                                                                                          | 2.11 (54)                                                                                           | 2.80 (71)                                                                                           | 52.39 (1.331)                                                                                       |
| Số ngày giáng thủy trung bình (≥ 0.01 in)                                                           | 8.3                                                                                                 | 7.6                                                                                                 | 8.2                                                                                                 | 5.7                                                                                                 | 6.4                                                                                                 | 13.9                                                                                                | 13.8                                                                                                | 15.0                                                                                                | 12.2                                                                                                | 8.2                                                                                                 | 6.8                                                                                                 | 7.4                                                                                                 | 113.5                                                                                               |
| Độ ẩm tương đối trung bình (%)                                                                      | 74.9                                                                                                | 72.2                                                                                                | 71.2                                                                                                | 69.5                                                                                                | 72.7                                                                                                | 76.8                                                                                                | 77.7                                                                                                | 80.3                                                                                                | 80.8                                                                                                | 78.6                                                                                                | 77.7                                                                                                | 76.7                                                                                                | 75.8                                                                                                |
| Số giờ nắng trung bình tháng                                                                        | 189.4                                                                                               | 193.8                                                                                               | 257.9                                                                                               | 286.4                                                                                               | 303.9                                                                                               | 283.6                                                                                               | 282.0                                                                                               | 262.4                                                                                               | 228.2                                                                                               | 214.6                                                                                               | 193.9                                                                                               | 183.6                                                                                               | 2.879,7                                                                                             |
| Phần trăm nắng có thể                                                                               | 59                                                                                                  | 62                                                                                                  | 69                                                                                                  | 74                                                                                                  | 72                                                                                                  | 67                                                                                                  | 65                                                                                                  | 64                                                                                                  | 62                                                                                                  | 61                                                                                                  | 61                                                                                                  | 58                                                                                                  | 65                                                                                                  |
| Nguồn: NOAA (độ ẩm, nắng 1961−1990)                                                                 | | | | | | | | | | | | | |

## Thành phố kết nghĩa
- Bahía Blanca, Argentina (1967)
- Murmansk, Nga (1975)
- Changwon, Hàn Quốc (1983)
- Nantes, Pháp (1984)
- Dinh Khẩu, Trung Quốc (1990)
- Port Elizabeth, Nam Phi (2000)
- Santo Domingo, Cộng hòa Dominica (2005)
- Curitiba, Brasil (2009)
- San Juan, Puerto Rico (2009)
- Wolverhampton, Anh (2010)